# Kaigaun
Kaigaun (en népalais : काइगाउँ) est un comité de développement villageois du Népal situé dans le district de Dolpa.

## Description
Au recensement de 2011, il comptait 879 habitants.